# کوچوکوو
کوچوکوو (انگلیسی: Kuchukovo) یک شهرک در شهرستان اوچالینسکی استان باشقیرستان کشور روسیه است.